# Субрасаза

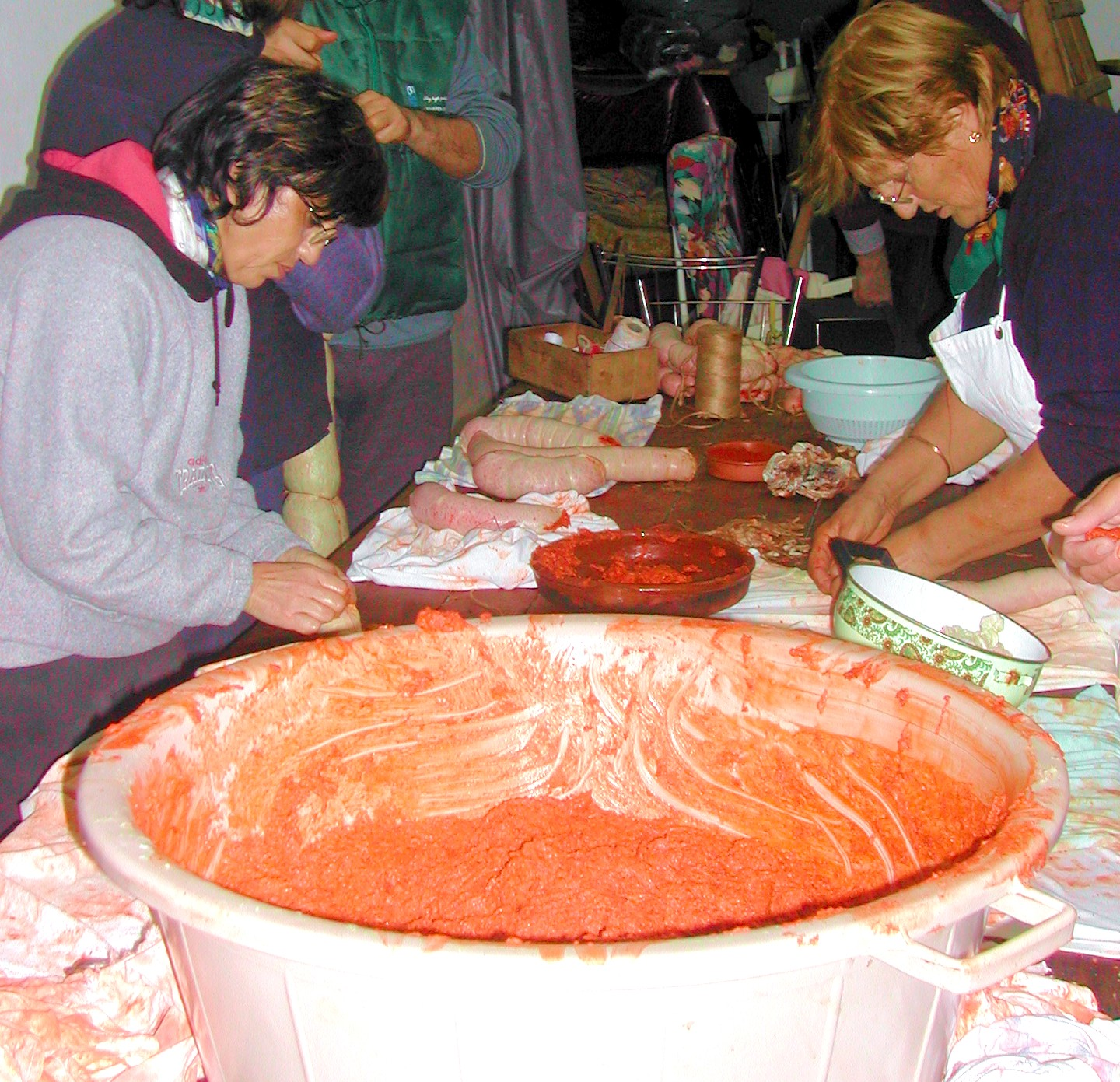
Майорська ковбаса «субрасаза»/«субрасада»

Субраса́за або субраса́да (кат. sobrassada, літературна вимова — [subɾəˈsaðə]) — традиційна майорська страва.
Субрасаза — традиційна ковбаса з Майорки, для приготування якої береться свинина та свинячий жир у рівних долях.
На малюнку — традиційне приготування «субрасази».